# Playtime Is Over
Playtime Is Over es el primer mixtape de la rapera estadounidense de origen trinitense Nicki Minaj. Salió a la venta el 5 de julio de 2007 a través de Dirty Money Records. Cuenta con actuaciones de Hell Red, Red Café, Murda Mook, Ransom, Gravy, Lil Wayne, Angel De-Mar y Ru Spits.

## Antecedentes
Tras publicar cinco canciones con el grupo de rap The Hoodstars (que formaba parte de Full Force), Minaj dejó el grupo para dedicarse a la música de forma independiente. Subió música a Myspace y se puso en contacto con productores musicales. A través de Myspace, Minaj se puso en contacto con Fendi, CEO de la discográfica de Brooklyn Dirty Money Entertainment. Fendi fichó a Minaj para Dirty Money Records, donde Minaj apareció en una serie de DVD llamada "The Come Up". Su aparición en "The Come Up" llamó la atención de Lil Wayne, que la contrató para lanzar su música con Young Money Entertainment.

## Composición
Minaj participó en la composición de toda la letra de "Playtime Is Over". Sus canciones suelen estar rapeadas por ella o por otro artista, sin el estribillo del instrumental original. La mayoría de las letras consisten en complicados juegos de palabras o insultos directos que establecen a Minaj como mejor que otros raperos y sugieren que merece la pena escuchar su música. Se argumentó que las letras de la mixtape son más profundas que las de los singles comerciales posteriores.
La mayoría de los instrumentales de "Playtime Is Over" están sampleados de otras canciones más populares, y los instrumentales originales tienen un estilo similar. El mixtape presenta ritmos sintetizados con bajo, en un compás de 4/4. Mientras que la discografía comercial anterior de Nicki Minaj presenta pop-rap, "Playtime Is Over" es predominantemente música hip-hop acompañada de rapeos de ritmo rápido. "Playtime Is Over" estableció muchos de los motivos que están presentes en el trabajo posterior de Minaj. Como primer trabajo publicado de Minaj como rapera individual, Playtime Is Over estrenó el uso por parte de Minaj de alter ego como Nicki Lewinsky y el compromiso con el cockney británico.

## Lanzamiento y promoción
"Playtime Is Over" es el primero de una serie de mixtapes, todos publicados sin un sello discográfico, que se comercializaron para establecer una base de fans dedicados y principales que se identificaran con el estilo de vida descrito en su mixtape. Minaj estableció una pequeña base de fans antes de lanzar "Playtime Is Over" comunicándose con sus fans online en Twitter, Myspace y blogs personales. "Playtime Is Over" permitió a Minaj llegar a más entusiastas del hip-hop, y la actividad en las redes sociales empujaron sus mixtapes a la corriente dominante. El vicepresidente de marketing de la empresa de gestión de Minaj dijo que, tras el lanzamiento de "Playtime Is Over", "No posicionamos [a Minaj] como artista, sino como un estilo de vida".

## Recepción del público
Como una de las primeras raperas emergentes en más de una década, el trabajo de Minaj recibió mucha atención. A pesar de ser una rapera en un género dominado por hombres, "Playtime Is Over" se centró en el contenido lírico de la mixtape y el público respondió positivamente. Los fans la encontraron carismática y seria con su trabajo.

## Recepción de la crítica
Tras el lanzamiento de "Playtime Is Over" de Minaj (y el posterior lanzamiento de Sucka Free), su trabajo cosechó elogios de muchos otros artistas, entre ellos Robin Thicke y Gucci Mane. En 2008, recibió el premio Artista Femenina del Año de los Underground Music Awards. La primera discografía de Minaj también obtuvo los premios BET a la Mejor Artista Revelación y a la Mejor Artista Femenina de Hip Hop, y consiguió que la nominaran a un Teen Choice Award.

## Legado
"Playtime Is Over" estableció la personalidad física de Nicki Minaj como popular y amable, como una Barbie. En un artículo de MTV, Minaj declaró: "Vamos con todo el tema de la muñeca Barbie, así que voy a hacer un montón de poses extravagantes porque tengo que parecer una muñeca recién salida de la caja. Pero no soy una Barbie que necesita jugar: se acabó el tiempo de juego". La portada de "Se acabó el tiempo de juego" muestra a Minaj con un pintalabios rosa en una caja de plástico rosa que parece una muñeca Barbie empaquetada. Sin embargo, la música de su mixtape creada hacía parecer a Minaj agresiva y fanfarrona; atacaba directamente a otros raperos y presumía de sí misma a través de sus juegos de palabras."Soy la intrépida muñeca Barbie. " MTV afirma que las dos personalidades contrastadas permitieron a Minaj relacionarse con un público amplio y, por lo tanto, fueron decisivas para su éxito como artista. "Playtime Is Over" se desarrolló con la ayuda de artistas consagrados. Minaj atribuye la colaboración, especialmente con Lil Wayne, como extremadamente útil para aumentar la popularidad de sus álbumes. Además, la discografía temprana de Minaj condujo a características de alto perfil en canciones de Wyclef Jean y Drake, que aumentaron aún más su popularidad.
"Playtime Is Over" se considera único (en comparación con los álbumes de otras raperas similares) en el sentido de que Minaj puso mucho énfasis en el contenido del mixtape, en lugar de en su atractivo sexual. El énfasis continuo de Minaj en su contenido lírico, sus instrumentales y su entrega son razones por las que Billboard acredita a Minaj como una de las raperas más influyentes.

## Lista de Canciones
| N.º   | Título                                                                 | Original instrumental                                                                       | Duración |  |
| 1.    | «1-900-Ms-Minaj» (con Hell Rell, Red Café, Murda Mook, Ransom & Gravy) |                                                                                             | 4:48     |  |
| 2.    | «Dreams '07»                                                           | "Just Playing (Dreams)" de The Notorious B.I.G.                                             | 2:39     |  |
| 3.    | «Wuchoo Know»                                                          | " Lip Gloss " de Lil Mama                                                                   | 2:18     |  |
| 4.    | «Interlude» (con Lil Wayne)                                            | " Upgrade U " de Beyoncé con Jay-Z                                                          | 1:50     |  |
| 5.    | «Can't Stop Won't Stop» (con Lil Wayne)                                | " Can't Stop, Won't Stop " de Young Gunz                                                    | 2:26     |  |
| 6.    | «Playtime Is Over»                                                     | " We Takin' Over " de DJ Khaled con T.I. , Rick Ross , Fat Joe , Birdman , Lil Wayne & Akon | 1:46     |  |
| 7.    | «Jump Off '07»                                                         | " The Jump Off " de Lil' Kim con Mr. Cheeks                                                 | 2:24     |  |
| 8.    | «Click Clack»                                                          | "Click Clack" de Slim Thug con Pusha T                                                      | 4:02     |  |
| 9.    | «40 Bars»                                                              | "Banned from T.V." de Noreaga con Nature , Cam'ron & The Lox                                | 2:09     |  |
| 10.   | «Dilly Dally»                                                          | "Kingdom Come" de Jay-Z                                                                     | 3:03     |  |
| 11.   | «Warning»                                                              | "Warning" by the Notorious B.I.G.                                                           | 2:52     |  |
| 12.   | «N.I.G.G.A.S.» (con Angel De-Mar)                                      | "You're Wrong" de Bossman                                                                   | 3:48     |  |
| 13.   | «Sunshine» (con Gravy)                                                 | " (Always Be My) Sunshine " de Jay-Z con Foxy Brown                                         | 2:39     |  |
| 14.   | «Letcha Go» (con Angel De-Mar)                                         | " Can't Let You Go " de Fabolous con Lil Mo & Mike Shorey                                   | 2:37     |  |
| 15.   | «Sticks in My Bun»                                                     | "Naomi" de Dre                                                                              | 2:46     |  |
| 16.   | «I'm Cumin'»                                                           | " Mo Money Mo Problems " de the Notorious B.I.G. con Puff Daddy & Mase                      | 2:03     |  |
| 17.   | «Freestyle»                                                            | "Yeah Yeah Yeah" de Terror Squad                                                            | 1:01     |  |
| 18.   | «Hood Story»                                                           | "Glory" de Cam'ron con Noreaga                                                              | 1:59     |  |
| 19.   | «Ease Up» (con Ru Spits)                                               |                                                                                             | 3:39     |  |
| 20.   | «Encore '07»                                                           | " Numb/Encore " de Jay-Z & Linkin Park                                                      | 44:10    |  |
| 44:10 |                                                                        |                                                                                             |          |  |